# Stresa
Stresa est une commune de la province du Verbano-Cusio-Ossola dans le Piémont, région de la plaine du Pô en Italie.
La ville, importante station touristique de la rive ouest du lac Majeur, doit sa renommée à la proximité des îles Borromées et est particulièrement réputée pour ses hôtels de luxe. Le Grand Hôtel des îles Borromées est le plus ancien d'entre eux (il a été fondé en 1861) et est célèbre pour avoir hébergé Ernest Hemingway.

## Géographie
Située sur les bords du lac Majeur à 200 mètres d'altitude, juste en face des îles Borromées, la ville bénéficie d'un climat particulièrement doux. Accès par la route qui fait le tour du lac et depuis la Suisse depuis Locarno, ou depuis le Simplon et Domodossola (42 km) par la route nationale S33 ou par l'autoroute A26 (sortie no 2) qui mène à Milan. La ville bénéficie également d'un accès privilégié par le train, puisqu'elle est située sur la ligne ferroviaire du Simplon, qui relie Lausanne à Milan.

## Histoire
- Stresa apparaît pour la première fois (avec le toponyme de Strixia) dans un document de 998 et en 1014 elle fut donnée par l’empereur Henri II au monastère bénédictin féminin de San Felice de Pavie[2].
- En avril 1935, Benito Mussolini y reçoit Pierre-Étienne Flandin, alors président du Conseil français, et le Premier ministre britannique, Ramsay MacDonald.

- La Princesse royale Marie Élisabeth Maximiliane de Saxe, mère de Marguerite de Savoie (1851-1926) et grand-mère de Victor-Emmanuel III, finit ses jours à Stresa où elle meurt le 14 août 1912.
- C'est à Stresa qu'a été conclue, le 1er juin 1951, la convention internationale sur l'emploi des appellations d'origine et dénominations des fromages.
- Du 3 au 12 juillet 1958, s'y tient une conférence réunissant les six partenaires du Marché commun pour fixer les grandes lignes de la Politique agricole commune.
- Le dimanche 23 mai 2021, la chute d'une cabine de téléphérique entraine la mort de quatorze personnes vers midi et demi, à une centaine de mètres de la station d'arrivée sur le mont Mottarone[3],[4].

## Économie
Sa situation et son climat particulier font de cette ville, d'origine médiévale, une importante cité touristique, du début du printemps à la fin de l'automne. Ses collines sont ornées de magnifiques et richissimes demeures, des hôtels de grand luxe bordent les rives du lac. Mais c'est surtout le principal point de départ des bateaux-navettes qui mènent aux îles et aux principales villes qui bordent le lac.

## Culture et tourisme
Outre la promenade au bord du lac, la montée au sommet du mont Mottarone par la route ou par le téléphérique Stresa-Alpino-Mottarone offre une vue d'ensemble exceptionnelle de 360° sur les lacs et les Alpes.
L'aéroport le plus proche est celui de Milan-Malpensa (environ 43 km).

## Événements annuels
- Procession et fête de la Vierge pour Pâques (procession en soirée).
- Semaines musicales de Stresa (it), en septembre.
- Attribution du prix Stresa du récit, un prix littéraire réservé à des œuvres en langue italienne publiées en Italie et en Suisse.

## Administration
| Période                                  | Période  | Identité          | Étiquette | Qualité |
| ---------------------------------------- | -------- | ----------------- | --------- | ------- |
| 09/2020                                  | En cours | Marcella Severino | aucun     |         |
| Les données manquantes sont à compléter. |          |                   |           |         |

### Hameaux
- Le Mottarone est une montagne culminant à 1 491 m et dominant le lac d'Orta et le lac Majeur, dont l'accès se fait depuis Stresa par la route ou depuis 1970 par un téléphérique (celui-ci anciennement précédé, de 1911 à 1963, par le Chemin de fer électrique Stresa-Mottarone (it), une ligne à crémaillère). Le site offre un panorama qui s’étend sur 360° des Apennins ligures aux Alpes suisses, en passant par la plaine du Pô, les sept lacs, le mont Viso et le massif du mont Rose.

De plus, le site offre une gamme de pistes pour tous les niveaux de ski.

### Communes limitrophes
Baveno, Belgirate, Brovello-Carpugnino, Gignese, Gravellona Toce, Laveno-Mombello, Leggiuno, Lesa, Omegna, Verbania.